# 赵村玉皇庙
赵村玉皇庙，位于山西省长治市上党区南宋镇赵村，是一座古建筑，建于金、明、清、民国。
2016年6月6日，赵村玉皇庙公布为第五批山西省文物保护单位，编号5-87。